# Ivana Božović
Ivana Božović (født 28. januar 1991 i Podgorica) er en montenegrinsk håndboldspiller, som spiller for CS Măgura Cisnădie i Rumænien og Montenegros håndboldlandshold.